# American Heroine Super Justy 3
American Heroine Super Justy 3 (アメリカンヒロイン　スーパージャスティー 3) es una película japonesa, del 11 de junio de 2010, producida por Zen Pictures. Es una película del género tokusatsu, de acción y aventuras, con artes marciales, dirigido por Toru Kikkawa.
El idioma es en japonés, pero también está disponible con subtítulos en inglés, en DVD o descargable por internet.

## Argumento
Chris Rutt es una estudiante de secundaria que ha venido de EE. UU. Cuando es atacada por un monstruo que la estrangula, sus habilidades especiales despiertan. Las superheroínas "Power Angel" y "Wonder Jaenne", que pretendían capturar dicho monstruo, ven la escena en la que Chrish vence al monstruo con sus poderes. Ambas heroínas piden a Chris que se una con ellas. Chris, que tiene un fuerte sentido de la justicia, se une a ellas haciéndose llamar Super Athena. Las tres se dedican a la captura de delincuentes, pero todo se complica cuando se tienen que enfrentar contra un malvado cyborg asesino y posteriormente contra un hombre muy alto llamado Ebeast. Ambos enemigos pueden enfrentarse a los poderes de las tres superheroínas.